# Jarovit

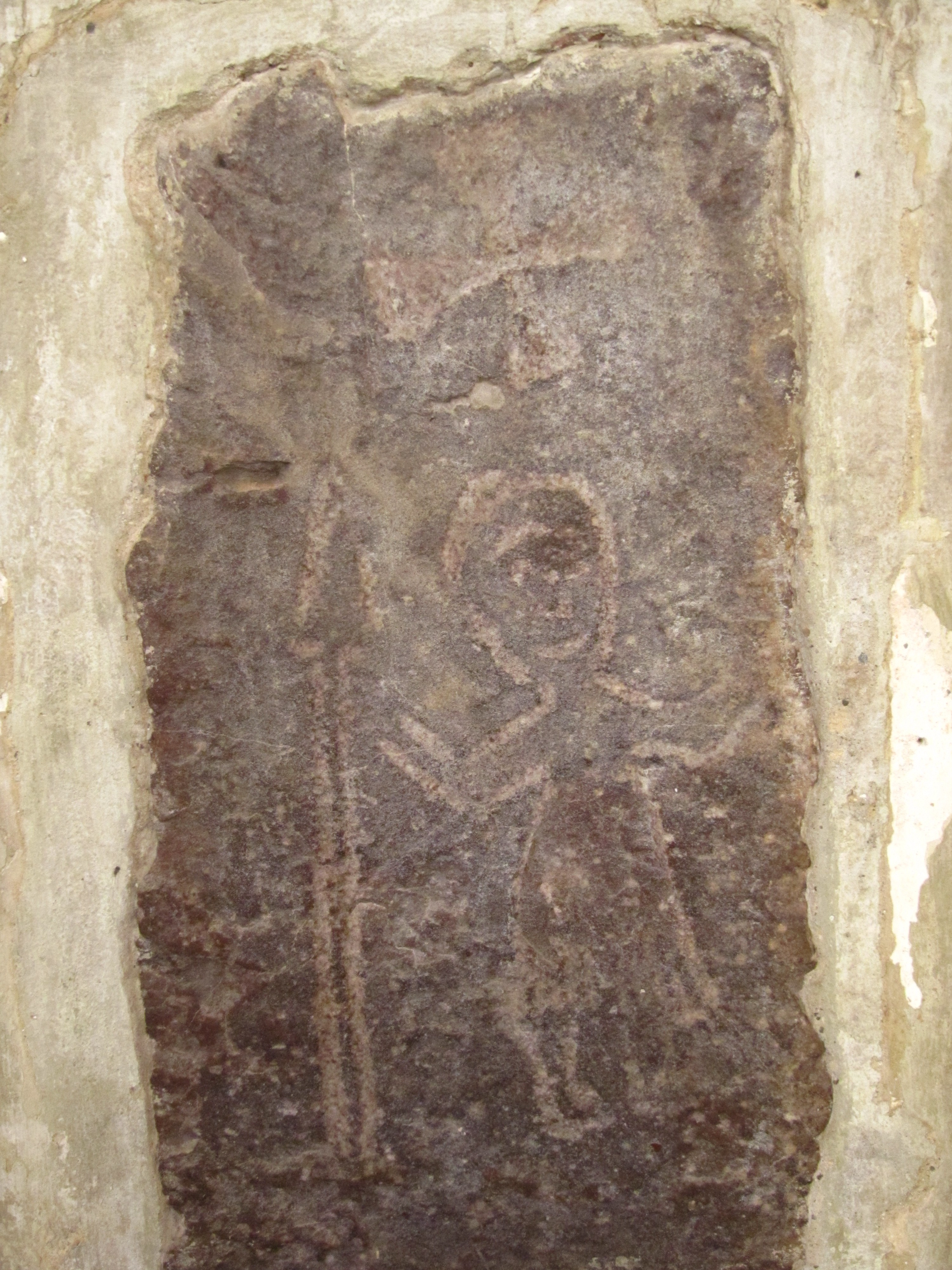
Bildstein in der St.-Petri-Kirche in Wolgast

Jarovit, auch Gerowit, ist ein slawischer Gott des Krieges und des Frühlings, dessen Kult aus Wolgast und Havelberg bekannt ist. Der Name leitet sich vom slawischen Wort jar für heftig, hitzig oder feurig ab. In vielen Punkten ähnelt er Svantevit, dem obersten Gott der Ranen. 
Der Kult des Jarovit wird in den Biographien des Bamberger Bischofs Otto beschrieben, der in den Jahren 1124/25 und 1128 im Land der Pomoranen missionierte. In Jarovits Tempel in Wolgast hing ein großer goldener Schild, den niemand berühren durfte. Nur bei Kriegsausbruch wurde er hervorgeholt und den Truppen vorangetragen, um den Sieg zu garantieren. In Havelberg wurde in ihm auch die über den Winter siegende Frühlingssonne verehrt. Ihm zu Ehren wurde im Juni ein Fest gefeiert und die Stadt mit Fahnen geschmückt.
In der Stadtkirche von Wolgast ist ein Stein eingemauert, in dem eine Figur eingeritzt ist, die Jarovit darstellen soll. Die Kirche soll genau an jener Stelle erbaut worden sein, wo einst der Tempel des Jarovit stand.